# Charaxes epijasius
Charaxes epijasius is een vlinder uit de familie van de Nymphalidae. Deze soort is voor het eerst wetenschappelijk beschreven door Louis Jérôme Reiche in een publicatie uit 1850.

## Verspreiding
Deze soort komt voor in tropisch Afrika waaronder Senegal, Gambia, Mali, Niger, Guinea-Bissau, Guinee, Burkina Faso, Sierra Leone, Liberia, Ivoorkust, Ghana, Togo, Benin, Nigeria, Kameroen, Centraal Afrikaanse Republiek, Congo-Kinshasa, Zuid-Soedan, Noord-Ethiopië, Somalië, Noord-Oeganda en Noordwest-Kenia.

## Habitat
Het habitat bestaat uit savannes, maar deze soort kan soms ook in de Sahel worden aangetroffen.

## Waardplanten
De rups leeft op:
- Celastraceae
  - Elaeodendron-soorten
  - Gymnosporia senegalensis
  - Pleurostylia capensis
- Fabaceae
  - Philenoptera cyanescens
- Malvaceae
  - Hibiscus-soorten
- Poaceae
  - Sorghum bicolor bicolor